# Llista d'estats sobirans del 1964

## Estats sobirans

### A
- Afghanistan – Regne de l'Afganistan
- Albania – República Popular d'Albània
- West Germany – República Federal d'Alemanya
- Alemanya de l'Est – República Democràtica d'Alemanya
- Algèria – República Democràtica Popular d'Algèria
- Alt Volta – República de l'Alt Volta
- Andorra – Principat d'Andorra
- United Arab Republic – República Àrab Unida
- Aràbia Saudita – Regne de l'Aràbia Saudita
- Argentina – República de l'Argentina
- Austràlia – Commonwealth d'Austràlia
- Àustria – República d'Àustria

### B
- Bèlgica – Regne de Bèlgica
- Bhutan – Regne de Bhutan
- Birmània – Unió de Birmània
- Bolívia – República de Bolívia
- Brazil – República dels Estats Units del Brasil
- Bulgaria – República Popular de Bulgària
- Burundi – Regne de Burundi

### C
- Cambodja – Regne de Cambodja
- Camerun – República Federal del Camerun
- Canadà – Domini del Canadà
- Ceilan – Domini de Ceilan
- República Centreafricana – República Centreafricana
- Colòmbia – República de Colòmbia
- Congo-Brazzaville – República del Congo
- Congo-Léopoldville – República del Congo
- North Korea – República Democràtica Popular de Corea
- Corea del Sud – República de Corea
- Costa d'Ivori – República de la Costa d'Ivori
- Costa Rica– República de Costa Rica
- Cuba – República de Cuba

### D
- Dahomey – República de Dahomey
- Dinamarca – Regne de Dinamarca
- República Dominicana

### E
- Equador – República de l'Equador
- Espanya – Estat espanyol
- Estats Units – Estats Units d'Amèrica
- Etiòpia – Imperi d'Etiòpia

### F
- Filipines – República de les Filipines
- Finlàndia – República de Finlàndia
- França – República Francesa

### G
- Gabon – República gabonesa
- Ghana – República de Ghana
- Grècia – Regne de Grècia
- Guatemala – República de Guatemala
- Guinea – República de Guinea

### H
- Haití – República d'Haití
- Hondures – República d'Hondures
- Hongria – República Popular d'Hongria

### I
- Iemen del Nord – República Àrab del Iemen
- Índia – República de l'Índia
- Indonèsia – República d'Indonèsia
- Iran – Regne de l'Iran
- Iraq – República de l'Iraq
- Irlanda – República d'Irlanda
- Islàndia – República d'Islàndia
- Israel – Estat d'Israel
- Itàlia – República Italiana
- Iugoslàvia – República Socialista Federal de Iugoslàvia

### J
- Jamaica
- Japó
- Jordània – Regne Haiximita de Jordània

### K
- Kenya – Kenya (fins al 12 de desembre)
  -  Kenya – República de Kenya (des del 12 de desembre)
- Kuwait – Estat de Kuwait

### L
- Laos
- Líban – República Libanesa
- Libèria – República de Libèria
- Líbia – Regne Unit de Líbia
- Liechtenstein– Principat de Liechtenstein
- Luxemburg – Gran Ducat de Luxemburg

### M
- Malawi – Malawi (des del 6 de juliol)
- Malaysia
- República Malgaixa
- Mali – República de Mali
- Malta – Estat de Malta (des del 21 de setembre)
- Marroc – Regne del Marroc
- Mauritània – República Islàmica de Mauritània
- Mèxic – Estats Units de Mèxic
- Mònaco – Principat de Mònaco
- Mongòlia – República Popular de Mongòlia

### N
- Nepal – Regne del Nepal
- Nicaragua – República de Nicaragua
- Níger – República del Níger
- Nigèria – República Federal de Nigèria
- Noruega – Regne de Noruega
- Nova Zelanda - Domini de Nova Zelanda

### P
- Països Baixos – Regne dels Països Baixos
- Pakistan – República Islàmica del Pakistan
- Panamà – República del Panamà
- Paraguai – República del Paraguai
- Perú – República Peruana
- Polònia – República Popular de Polònia
- Portugal – República Portuguesa

### R
- Regne Unit – Regne Unit de la Gran Bretanya i Irlanda del Nord
- Romania – República Popular de Romania
- Ruanda – República Ruandesa

### S
- El Salvador – República del Salvador
- Samoa Occidental – Estat Independent de la Samoa Oriental
- San Marino – Sereníssima República de San Marino
- Senegal – República del Senegal
- Sierra Leone – Sierra Leone
- Sikkim – Regne de Sikkim
- Síria – República Àrab Siriana
- Somàlia – República Somalí
- Sud-àfrica – República de Sud-àfrica
- Sudan – República del Sudan
- Suècia – Regne de Suècia
- Suïssa – Confederació suïssa

### T
- Tailàndia – Regne de Tailàndia
- Tanganyika – República de Tanganyika (des del 27 d'abril)
- Tanganyika i Zanzíbar – República Unida de Tanganyika i Zanzíbar (del 27 d'abril al 29 d'octubre)
- Tanzània – República Unida de Tanzània (des del 29 d'octubre)
- Togo – República Togolesa
- Trinitat i Tobago  – Trinitat i Tobago
- Tunísia – República Tunisiana
- Turquia – República de Turquia
- Txad – República del Txad
- Txecoslovàquia – República socialista Txecoslovaca

### U
- Uganda – República d'Uganda
- Unió Soviètica – Unió de Repúbliques Socialistes Soviètiques
- Uruguai – República Oriental de l'Uruguai

### V
- Ciutat del Vaticà – Estat de la Ciutat del Vaticà
- Venezuela – Estats Units de Veneçuela
- North Vietnam – República Democràtica del Vietnam
- South Vietnam – República del Vietnam

### X
- Xile – República de Xile
- República Popular de la Xina
- República de la Xina
- Xipre – República de Xipre

### Z
- Zambia – República de Zàmbia (des del 24 d'octubre)
- Zanzibar – Sultanat de Zanzíbar (fins al 12 de gener)
  -  República Popular de Zanzíbar (del 12 de gener al 27 d'abril)

## Estats que proclamen la sobirania
- Rwenzururu – Regne de Rwenzururu